# Guttmann Márta
Guttmann Márta (Véménd, 1897. május 10. – Budapest, 1981. május 18.) magyar hárfaművész.

## Élete
Anyja, Kohn Berta Kecskemétről, apja, dr. Guttmann Dezső a felvidéki Eperjesről származott izraelita családokból. Apja 1890-ben Budapesten szerzett orvosi diplomát, és 1891-től Ráczpetrén, 1895-től Véménden, majd később Hímesházán volt körorvos.
Tanulmányaira hatással lehetett, hogy tágabb szülőhelyén, Dél-Magyarországon a szintócigányok és a németek körében népszerű hangszer volt a hárfa. Erről a vidékről származott Rohmann Henrik, illetve számos ismert vándorhárfás is.
Hárfatanulmányait mint csodagyerek a Zeneakadémia 1911-ben létesült speciális művészképző tanszakán végezte. Tanára Mosshammer Román volt. Ő volt az egyik első, akit felvettek erre a szakra, illetve később az első diplomás női magyar hárfás.
Már tizenévesként jelentős koncerteken szerepelt. 1914-ben Antalffy-Zsíross Dezsővel, az orgonatanszak professzorával lépett fel a Zeneakadémián. 1915-ben Kósa György zongoraművésszel adott közös hangversenyt. Ugyanebben az évben Mohácson a Nőegyletnek a hadikórházak javára megrendezett jótékony célú estjén lépett fel. Repertoárjához tartoztak Albert Zabel és Elias Parish Alvars nagy virtuozitást igénylő koncertszámai, valamint Gabriel Pierné Impromptu caprice című műve.
1915-ben nyolc fővárosi lap közölt cikket róla (Budapesti Hírlap, Pesti Napló, Magyarország, Pester Lloyd stb.). Az 1920-as évektől azonban már nem születtek ilyen írások, és felnőttkori élete ismeretlen. 1994-ben a mohácsi születésű Bojtár László zeneszerző írt cikket róla.